# FlexNet Publisher
FlexNet Publisher (anciennement connu sous le nom de FLEXlm) est un logiciel gestionnaire de licence de logiciel qui permet le partage de licences flottantes entre de multiples utilisateurs.

## Inconvénients
Ce serveur de licence, utilisé entre autres par MATLAB, ainsi que certains logiciels d'Autodesk comme 3ds Max, utilise une technique similaire à celles utilisées par les Rootkit et Virus : il écrit des données en dehors du système de fichiers, dans une zone normalement utilisée par les utilitaires servant au démarrage du système (dans le secteur 32 du disque plus précisément). Bien que le but de FlexNet ne soit pas d'endommager le système, ceci peut néanmoins perturber le fonctionnement de ces utilitaires et empêcher le démarrage du système, par exemple sur les systèmes où cohabitent Linux et Windows, et qui utilisent les chargeur de démarrage GRUB ou BURG. Les versions récentes de GRUB peuvent contourner ce problème, lors de la réparation du chargeur de démarrage, mais actuellement (novembre 2012), BURG n'inclut pas encore ce correctif.
De plus, certains logiciels de chiffrement, comme TrueCrypt, insèrent des informations dans cet espace pour permettre le démarrage du système à partir d'un système de fichiers entièrement chiffré. L'intervention de FlexNet empêche le démarrage du système et le déchiffrement des données. La réparation du système de déchiffrement est une opération risquée, car une mauvaise manipulation peut facilement rendre le système de fichiers illisible.